# 세븐 데이스 (드라마)
세븐 데이스(Seven Days)는 1998년 10월 7일부터 2001년 5월 29일까지 UPN에서 방영된 SF 드라마이다.

## 캐스트
- 조너선 라팔리아 - Frank B. Parker
- 저스티나 베일 - Olga Vukavitch
- 돈 프랭클린 - Craig Donovan
- 앨런 스카프 - Bradley Talmadge
- 닉 시어시 - Nathan Ramsey
- 노먼 로이드 - Isaac Mentnor
- 샘 휘플 - John Ballard
- 케빈 크리스티 - Andrew Owsley